# Великобритания на Европейских играх 2015

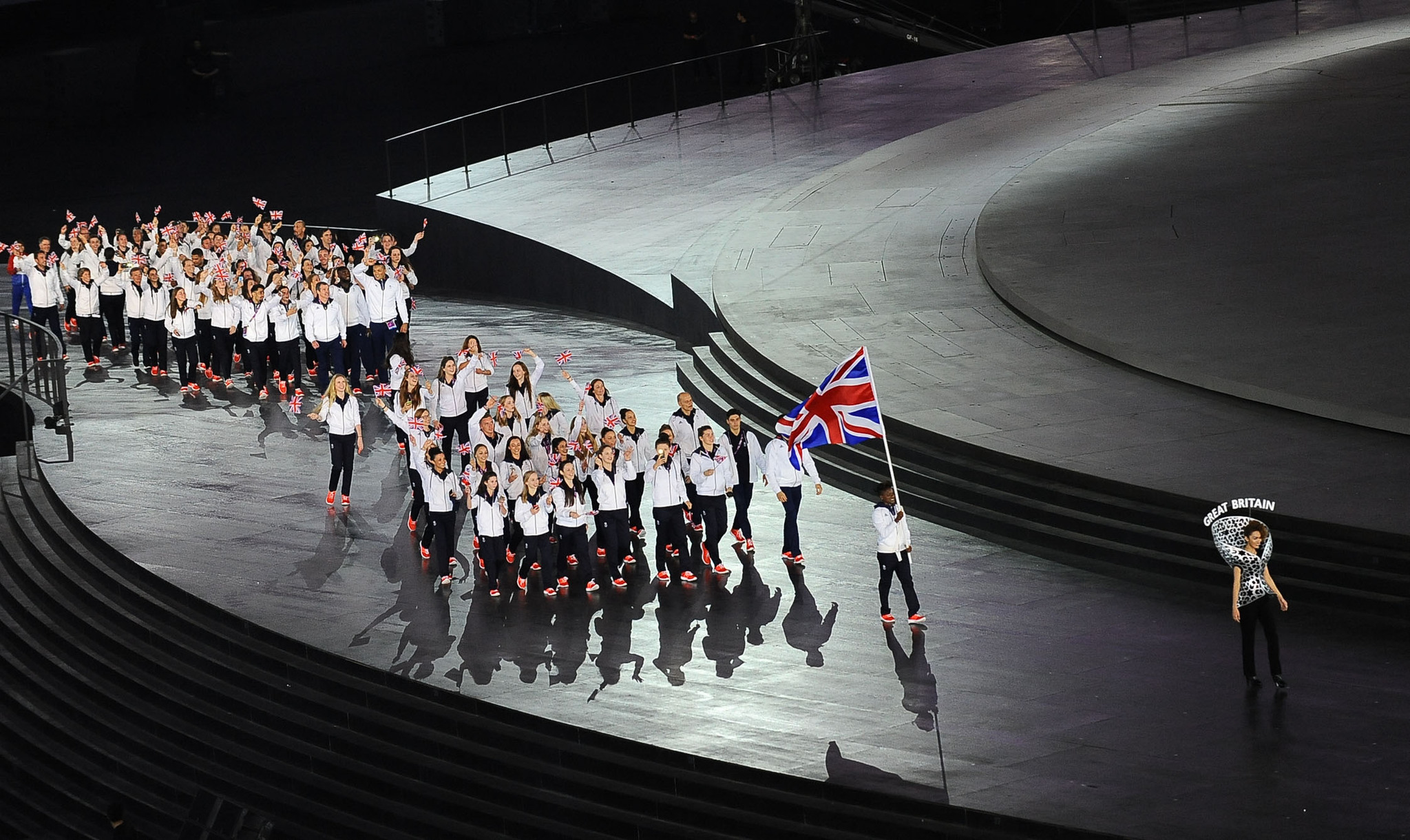
Делегация Великобритании на церемонии открытия Европейских игр 2015

Великобритания на I Европейских играх, которые прошли в июне 2015 года в столице Азербайджана, в городе Баку, была представлена 153 спортсменами в 13 видах спорта..

## Медали
| Золото |               |                         |         |
| №      | Спортсмены    | Вид спорта (дисциплина) | Дата    |
| 1      | Гордон Бенсон | Триатлон (мужчины)      | 13 июня |

| Медали по видам спорта | Медали по видам спорта | Медали по видам спорта | Медали по видам спорта | Медали по видам спорта |
| ---------------------- | ---------------------- | ---------------------- | ---------------------- | ---------------------- |
| Вид спорта             | 1                      | 2                      | 3                      | Итого                  |
| Триатлон               | 1                      | 0                      | 0                      | 1                      |
| Всего                  | 1                      | 0                      | 0                      | 1                      |

## Состав команды
Триатлон
- Гордон Бенсон
- Томас Бишоп
- Филип Грейвз
- Хизер Селларс

 Тхэквондо
- Мартин Стэмпер

## Результаты

### Гребля на байдарках и каноэ
Соревнования по гребле на байдарках и каноэ проходили в городе Мингечевир на базе олимпийского учебно-спортивного центра «Кюр». Разыгрывалось 15 комплектов наград. В каждой дисциплине соревнования проходили в три этапа: предварительный раунд, полуфинал и финал.
Мужчины
| Соревнование     | Спортсмены      | Предварительный раунд | Предварительный раунд | Предварительный раунд | Полуфинал | Полуфинал | Полуфинал | Финал                | Финал                | Итоговое место       |
| Соревнование     | Спортсмены      | Заплыв                | Время                 | Место                 | Заплыв    | Время     | Место     | Время                | Место                | Итоговое место       |
| ---------------- | --------------- | --------------------- | --------------------- | --------------------- | --------- | --------- | --------- | -------------------- | -------------------- | -------------------- |
| K-1, 1000 метров | Джонатан Бойтон | 2                     | 3:38,877              | 3 (Q)                 | 3         | 3:27,898  | 3 (Q)     | Финал A              | Финал A              | 9                    |
| K-1, 1000 метров | Джонатан Бойтон | 2                     | 3:38,877              | 3 (Q)                 | 3         | 3:27,898  | 3 (Q)     | 3:37,036             | 9                    | 9                    |
| C-1, 1000 метров | Джеймс Стьян    | 2                     | 4:11,007              | 5 (Q)                 | 1         | 3:52,822  | 7         | Завершил выступление | Завершил выступление | Завершил выступление |

Женщины
| Соревнование    | Спортсмены                                         | Предварительный раунд | Предварительный раунд | Предварительный раунд | Полуфинал      | Полуфинал      | Полуфинал      | Финал    | Финал | Итоговое место |
| Соревнование    | Спортсмены                                         | Заплыв                | Время                 | Место                 | Заплыв         | Время          | Место          | Время    | Место | Итоговое место |
| --------------- | -------------------------------------------------- | --------------------- | --------------------- | --------------------- | -------------- | -------------- | -------------- | -------- | ----- | -------------- |
| К-1, 200 метров | Рэйчел Каутфорн                                    |                       | 42,254                | 7                     |                | 40,462         | 3 (Q)          | 43,455   | 9     | 9              |
| К-1, 500 метров | Рэйчел Каутфорн                                    |                       | 1:53,226              | 2                     |                | 1:48,028       | 1 (Q)          | 2:08,423 | 8     | 8              |
| K-4, 500 метров | Лани Белчер Анджела Ханна Хейли Мейсон Луиза Соерс | 1                     | 1:35,191              | 2 (Q)                 | не участвовали | не участвовали | не участвовали | 1:36,439 | 8     | 8              |

### Триатлон
Соревнования по триатлону состояли из 3 этапов — плавание (1,5 км), велоспорт (40 км), бег (9,945 км).
Мужчины
| Соревнование | Спортсмены    | Плавание | Смена | Велоспорт | Смена | Бег   | Итоговое время | Место | Отставание |
| ------------ | ------------- | -------- | ----- | --------- | ----- | ----- | -------------- | ----- | ---------- |
| Мужчины      | Гордон Бенсон | 19:17    | 0:45  | 56:05     | 0:26  | 31:58 | 1:48:31        | 1     | +0:00      |
| Мужчины      | Томас Бишоп   | 18:48    | 0:48  | 56:34     | 0:31  | 34:19 | 1:51:00        | 16    | +2:29      |
| Мужчины      | Филип Грейвз  | 19:33    | 0:47  | 55:49     | 0:26  | 47:11 | 2:03:46        | 46    | +15:15     |

Женщины
| Соревнование | Спортсмены    | Плавание | Смена | Велоспорт | Смена | Бег   | Итоговое время | Место | Отставание |
| ------------ | ------------- | -------- | ----- | --------- | ----- | ----- | -------------- | ----- | ---------- |
| Женщины      | Хизер Селларс | 21:56    | 0:49  | 1:05:12   | 0:29  | 37:01 | 2:05:27        | 15    | +4:59      |

### Тхэквондо
Соревнования по тхэквондо проходят по системе с выбыванием. Для победы в турнире спортсмену необходимо одержать 4 победы. Тхэквондисты, проигравшие по ходу соревнований будущим финалистам, принимают участие в утешительном турнире за две бронзовые медали.
Мужчины
| Категория | Спортсмены     | Первый раунд           | Четвертьфинал             | Полуфинал            | Финал                | Место |
| Категория | Спортсмены     | Соперник Результат     | Соперник Результат        | Соперник Результат   | Соперник Результат   | Место |
| --------- | -------------- | ---------------------- | ------------------------- | -------------------- | -------------------- | ----- |
| до 68 кг  | Мартин Стэмпер | Ф. Гргич (CRO) В 18:13 | А. Денисенко (RUS) П 6:18 | Завершил выступление | Завершил выступление | 9     |